# عبدالقادر مرشید
عبدالقادر مرشید (انگلیسی: Abdelkader Morchid؛ ۱۹۳۸ – ۳۱ اکتبر ۲۰۱۶) بازیکن فوتبال اهل مراکش بود.
وی همچنین در تیم ملی فوتبال مراکش بازی کرده‌است.